# Migliori prestazioni italiane nella marcia 20 km

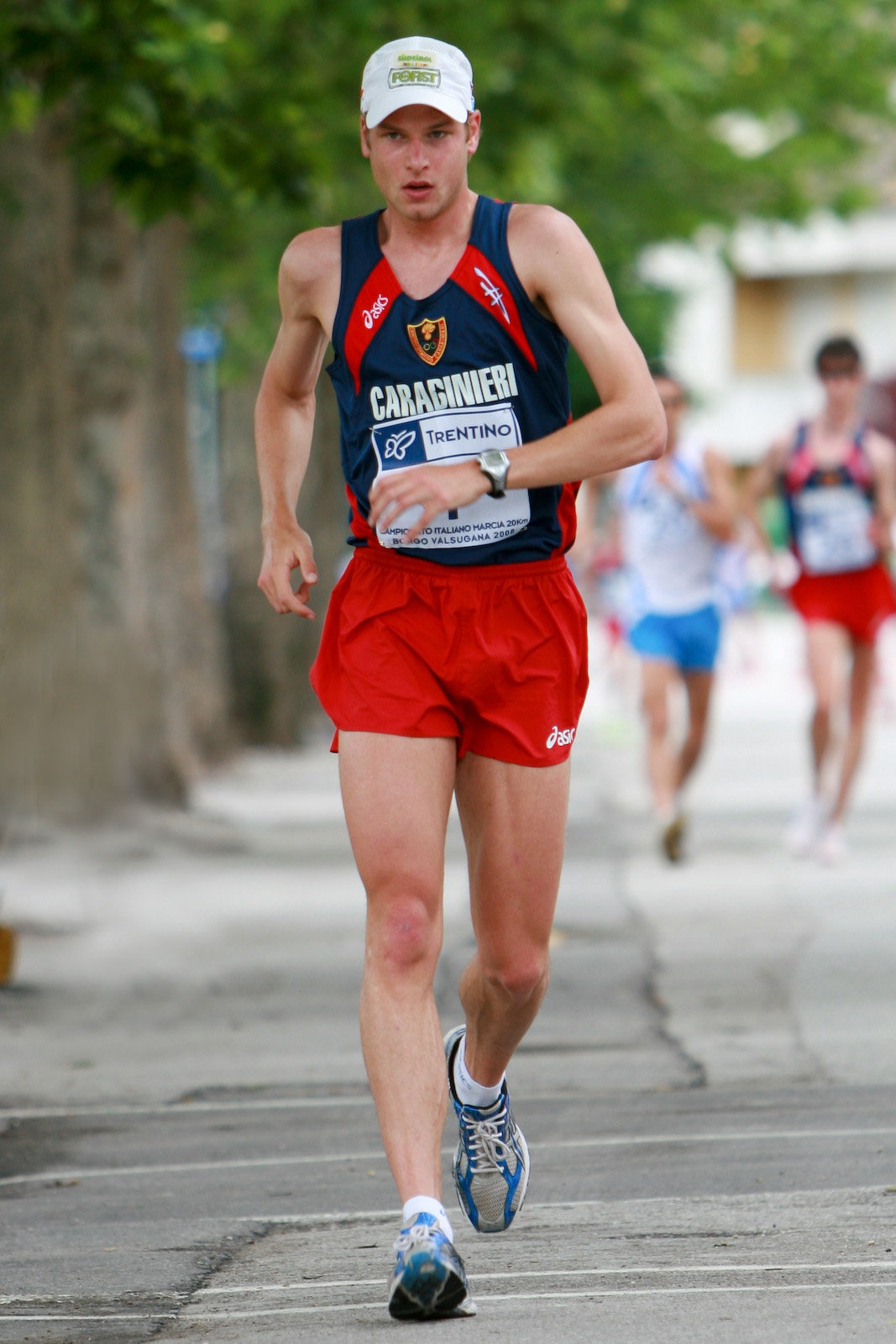
Alex Schwazer, ex detentore del primato italiano della marcia 20 km

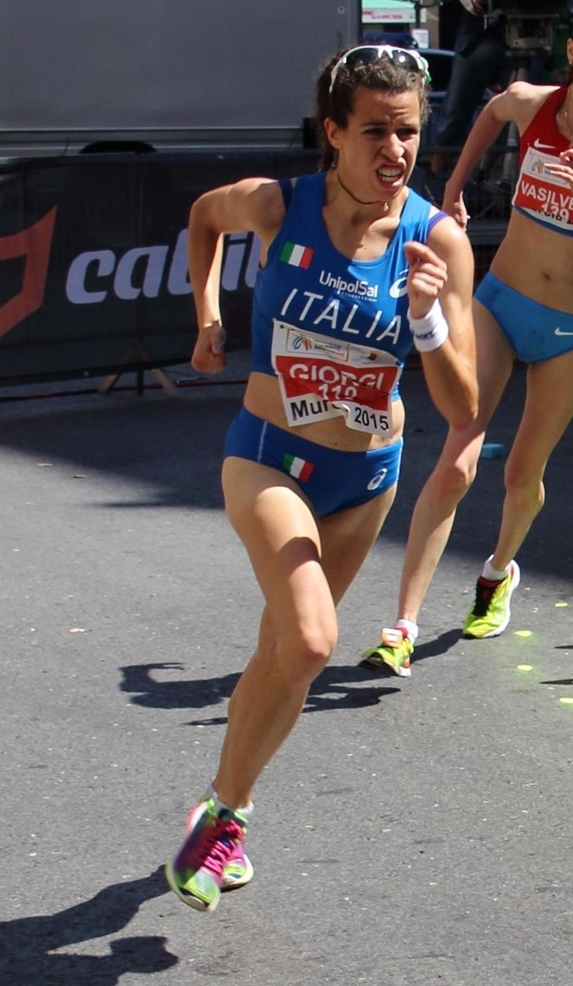
Eleonora Giorgi, primatista nazionale della specialità

La lista delle migliori prestazioni italiane nella marcia 20 km, aggiornata periodicamente dalla Federazione Italiana di Atletica Leggera, raccoglie i migliori risultati di tutti i tempi degli atleti italiani nella specialità della marcia 20 km.

## Maschili
Statistiche aggiornate al 21 maggio 2023.
|     | Tempo    | Atleta               | Luogo          | Data            |
| --- | -------- | -------------------- | -------------- | --------------- |
| 1.  | 1h17'45" | Massimo Stano        | La Coruña      | 8 giugno 2019   |
| 2.  | 1h18'24" | Alex Schwazer        | Lugano         | 14 marzo 2010   |
| 3.  | 1h18'54" | Maurizio Damilano    | La Coruña      | 6 giugno 1992   |
| 4.  | 1h18'59" | Francesco Fortunato  | Poděbrady      | 21 maggio 2023  |
| 5.  | 1h19'36" | Ivano Brugnetti      | Leamington Spa | 20 maggio 2007  |
| 6.  | 1h19'37" | Giorgio Rubino       | Rio Maior      | 4 aprile 2009   |
| 7.  | 1h19'49" | Marco Giungi         | Grosseto       | 7 aprile 2002   |
| 8.  | 1h19'58" | Matteo Giupponi      | Poděbrady      | 10 ottobre 2020 |
| 9.  | 1h19'59" | Michele Didoni       | Göteborg       | 6 agosto 1995   |
| 10. | 1h20'12" | Federico Tontodonati | Grottaglie     | 7 marzo 2021    |

## Femminili
Statistiche aggiornate al 2 ottobre 2022.
|     | Tempo    | Atleta                  | Luogo            | Data            |
| --- | -------- | ----------------------- | ---------------- | --------------- |
| 1.  | 1h26'17" | Eleonora Giorgi         | Murcia           | 17 maggio 2015  |
| 2.  | 1h26'36" | Antonella Palmisano     | Londra           | 13 agosto 2017  |
| 3.  | 1h27'09" | Elisabetta Perrone      | Dudince          | 19 maggio 2001  |
| 4.  | 1h27'12" | Elisa Rigaudo           | Pechino          | 21 agosto 2008  |
| 5.  | 1h27'29" | Erica Alfridi           | Dudince          | 19 maggio 2001  |
| 6.  | 1h28'38" | Annarita Sidoti         | Eisenhüttenstadt | 17 giugno 2000  |
| 7.  | 1h29'12" | Rossella Giordano       | Cassino          | 9 marzo 1997    |
| 8.  | 1h29'47" | Valentina Trapletti     | Alberobello      | 1º maggio 2022  |
| 9.  | 1h30'05" | Mariavittoria Becchetti | Grottaglie       | 7 marzo 2021    |
| 10. | 1h30'24" | Nicole Colombi          | Grottammare      | 24 ottobre 2021 |